# Králův Dvůr (zámek)
Zámek Králův Dvůr v okrese Beroun je renesanční zámek postavený Janem Popelem mladším z Lobkowicz roku 1585 na místě starší stavby z počátku 15. století, postavené pány z Buřenic. Od roku 1594 se zámek stal královským majetkem a byl využíván jako lovecký zámek. Rozšířen do dnešní podoby na přelomu 17. a 18. století. Podle první písemné zmínky o Králově Dvoře zde zemřel roku 1253 král Václav I.

## Popis

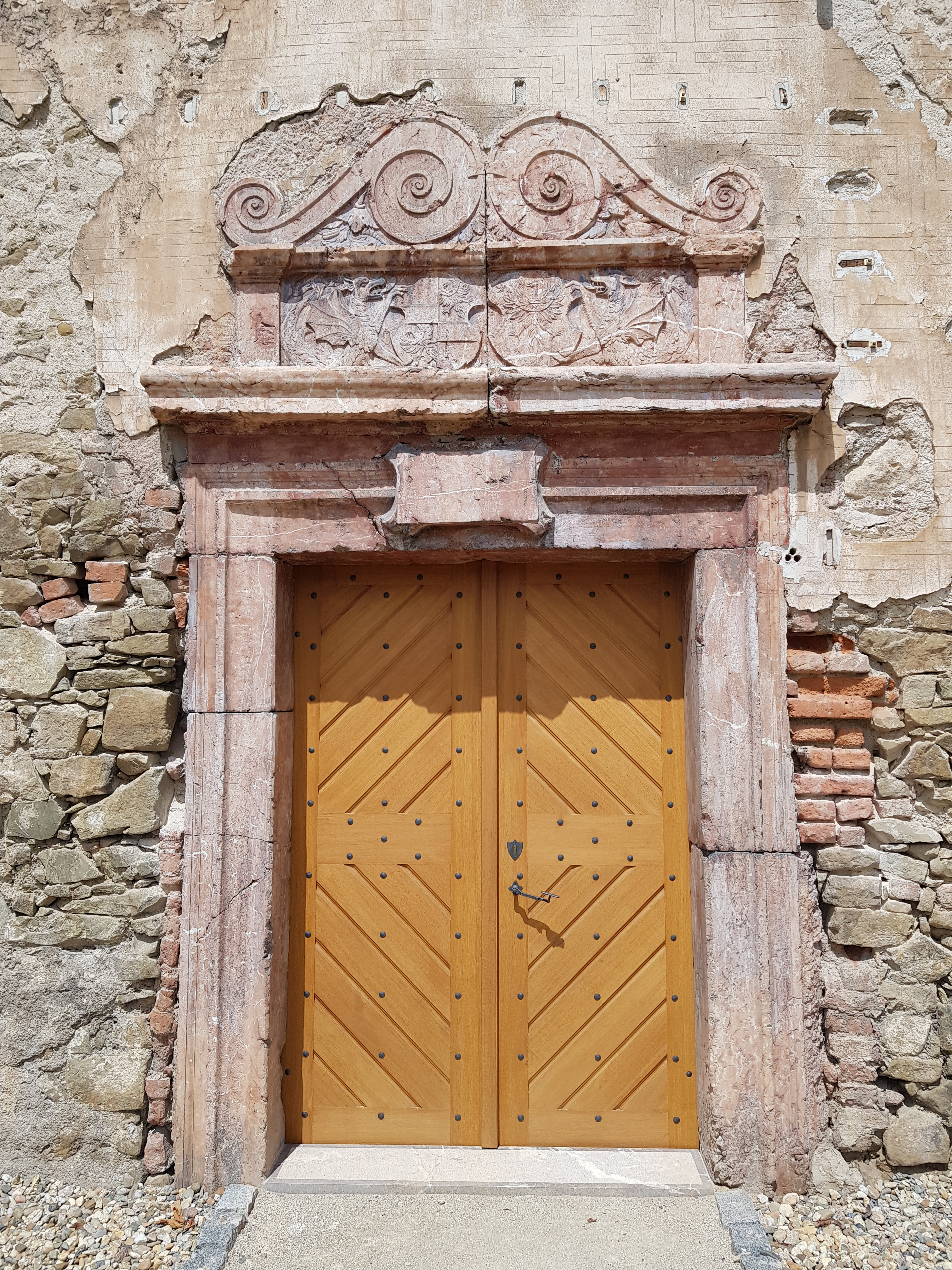
Renesanční portál s erby Jana V. Popela z Lobkowicz a jeho druhé manželky Johany Novohradské z Kolowrat

Trojkřídlý patrový objekt, západní část jižního křídla renesanční s pravoúhlým portálem se znaky Lobkoviců a Novohradských z Kolovrat a zbytky sgrafit na fasádě. Na západě hranolová nízká věž se šindelovou střechou, původní zámecká kaple. Novější část barokní s průjezdem na nádvoří hospodářského dvora. Přízemí západní části jižního křídla sklenuto křížově s renesančními nástěnnými malbami z období po roce 1585.
Areál je obehnán na severní a západní straně zdí. Zámecká zahrada zčásti zanikla při stavbě dálnice D5, část parku se vstupní branou z Plzeňské ulice je od areálu zámku dálnicí oddělena.
Památkově chráněny jsou kromě parcely s hlavní budovou zámku též některé další pozemky a budovy hospodářského dvora a části zámeckého parku.
V roce 1860 zakoupil velkostatek se zámkem Králův Dvůr princ Emil Egon z Fürstenbergu (1825–1899). Zámek byl až do roku 1945 v majetku Fürstenbergů, v dalších letech postupně chátral. Od poloviny 20. století sídlila v objektu rolnická škola, posléze od roku 1971 podnik bytového hospodářství, později sklady zeleniny a podnik výpočetní techniky. Od roku 1988 přetíná zámecký areál dálnice D5, v důsledku jejíž výstavby byl zničen zámecký park. V roce 2000 zámek získal soukromý vlastník, který prezentoval svůj záměr vybudovat ve spolupráci s městem v chátrajícím objektu knihovnu, kulturní sál a obřadní síň. Tyto záměry se však neuskutečnily. V roce 2011 město koupilo zámek od místního podnikatele za 13,5 milionu korun a postupně jej začalo rekonstruovat.